# Colibrí de cua metàl·lica negre
El colibrí de cua metàl·lica negre (Metallura phoebe) és una espècie d'ocell de la família dels troquílids (Trochilidae).

## Hàbitat i distribució
Viu a la selva humida i zones obertes del Perú.